# Fredrik Gottman
Wilhelm Fredrik Gottman, född 1746 i Stockholm, död 12 december 1801 i Stockholm, var en svensk dekorationsmålare.

## Biografi
Gottman utbildades under ledning av sin far ämbetsmålaren Lars Gottman till ämbets- och  dekorationsmålare. Han blev en av de mest kända Stockholmsdekoratörerna av rumsinteriörer i slott och adelspalats vid 1700-talets slut. Han var från 1784 anställd vid Stockholms slott där han utförde målningen och förgyllningsarbetet av nedre eller lilla galleriet som Gustav III då lät nyinreda. Efter att han blev mästare i Stockholm 1781 arbetade han som lärare i teckning, ornamentsmålning vid Konstakademiens principskola. Några fåtal målningar från hans hand finns bevarade vid Nordiska museet i Stockholm.